# پیر بورن
جردن تیموتی جنکس (به انگلیسی: Jordan Timothy Jenks؛ زادهٔ ۱۹ سپتامبر ۱۹۹۳) مشهور به پیر بورن (به انگلیسی: Pi'erre Bourne) (pee-AIR BORN) تهیه‌کنندهٔ موسیقی، رپر، ترانه‌پرداز و مهندس صدا آمریکایی می‌باشد. وی به‌خاطر تهیه‌کنندگی تک‌آهنگ‌های «مگنولیا» برای پلی‌بوی کارتی و «گامو» برای سیکس‌ناین شناخته می‌شود، که هر دو وارد ۳۰ رتبهٔ برتر جدول بیلبورد هات ۱۰۰ ایالات متحده شدند.

## اوایل زندگی
جنکس در فورت رایلی، کانزاس چشم بر جهان گشود، اما در کلمبیا، کارولینای جنوبی بزرگ شد. او در دوران کودکی تابستان‌هایش را با مادربزرگش در کویینز، نیویورک می‌گذراند که این امر باعث علاقه‌مندی او به هیپ هاپ ساحل شرقی، به‌ویژه هنرمندانی همچون دیپست و جی-یونیت شد. وی از خویشاوندان هنرمند رگی و موسیقی‌دان کریول بلیز موبایل ملکای می‌باشد. او همچنین پسرخاله پاپوس است. جنکس از زمانی که در مدرسه ابتدایی بود شروع به ساخت بیت کرده بود و از نرم‌افزار اف‌ال استودیو روی کامپیوتر عمویش دوایت که رپر و هنرمند گرافیک بود، استفاده می‌کرد. همچنین او این کار را از خود عمویش  الهام‌گرفته بود.